# San Andreas (California)
San Andreas è un census-designated place degli Stati Uniti d'America, capoluogo della contea di Calaveras, nello Stato della California.